# Johann Nikolaus von Hontheim
Johann Nikolaus von Hontheim, född 27 januari 1701, död 2 september 1790, var en tysk romersk-katolsk teolog.
Hontheim blev juris professor i Trier och vigbiskop 1748. Han utgav under pseudonymen Justinus Febronius, varefter hans teorier fick namnet febronianism, skriften De statu ecclesiæ et legitima potestate Romani Pontificis (1763), där han gentemot påvens supremati företrädde biskoparnas självständighet och kyrkomötets överhöghet. Hontheims skrift fick inflytande på kyrkopolitiken i flertalet av Europas länder.